# Dobroczyńca Roku
Konkurs o tytuł „Dobroczyńca Roku” istnieje od 1997 roku i jest realizowany przez Akademię Rozwoju Filantropii w Polsce. Fundatorem Konkursu jest Polsko-Amerykańska Fundacja Wolności. Konkurs powstał w okresie początkowych przemian demokratycznych po to, aby promować prospołeczne działania firm. Jego celem jest zbieranie i pokazywanie dobre praktyki zarówno wielkich korporacji (najbardziej doświadczonych w działaniach z zakresu CSR i CCI), ale także przedstawia działania dobroczynne małych i średnich firm.

## Pierwsza edycja Konkursu
Głównym organizatorem pierwszej edycji było Stowarzyszenie na rzecz Forum Inicjatyw Pozarządowych we współpracy z Akademią Rozwoju Filantropii w Polsce, Bankiem Danych KLON/JAWOR, Programem PHARE Dialog Społeczny oraz Businessman Magazine. Do tytułu Dobroczyńcy Roku mogły być nominowane państwowe i prywatne przedsiębiorstwa oraz fundacje firm. Pierwsza edycja zakończyła się dużym sukcesem czego dowodem było 177 zgłoszeń i duże zainteresowanie mediów. Ogłoszenie listy laureatów konkursu odbyło się 28 IV 1998 r. w Muzeum Kolekcji im. Jana Pawła II w Warszawie.